# Любенка
Любенка (пол. Lubenka) — деревня в Бяльском повете Люблинского воеводства Польши. Входит в состав гмины Ломазы. По данным переписи 2011 года, в деревне проживало 199 человек.

## География
Деревня расположена на востоке Польши, на левом берегу реки Грабарки, на расстоянии приблизительно 16 километров к юго-юго-востоку (SSE) от города Бяла-Подляска, административного центра повета. Абсолютная высота — 143 метра над уровнем моря. К западу от населённого пункта проходит региональная автодорога 812.

## История
В конце XVIII века деревня входила в состав Брестского повета Великого княжества Литовского.
По данным на 1827 год имелось 24 двора и проживало 180 жителей. Согласно «Справочной книжке Седлецкой губернии на 1875 год» деревня являлась административным центром гмины Любенка Бельского уезда Седлецкой губернии. В 1912 году Бельский уезд был передан в состав новообразованной Холмской губернии.
В 1975—1998 годах деревня входила в состав Бяльскоподляского воеводства.

## Население
Демографическая структура по состоянию на 31 марта 2011 года:
|         | Всего | До трудоспособного возраста | Трудоспособного возраста | Старше трудоспособного возраста |
| ------- | ----- | --------------------------- | ------------------------ | ------------------------------- |
| Мужчины | 103   | 20                          | 66                       | 17                              |
| Женщины | 96    | 28                          | 45                       | 23                              |
| Всего   | 199   | 48                          | 111                      | 40                              |